# Jacques Brejon de Lavergnée
Pour les autres membres de la famille, voir Famille Brejon.
Jacques Brejon de Lavergnée, né le 11 mai 1911 à Saintes et mort le 19 février 1993 à Paris, est professeur émérite de droit à Rennes. Il produit de nombreuses publications juridiques et participe à l'essor de la culture régionale.

## Biographie

### Famille
Jacques Brejon de Lavergnée, né le 11 mai 1911 à Saintes, est le fils de Fernand Brejon, avocat et ancien bâtonnier de l'ordre des avocats de Saintes, et de Henriette Decharme.

### Carrière
Il obtient sa licence de droit à l'âge de 19 ans après des études à l'Université de Poitiers et soutient son doctorat en 1937. Sa thèse est consacrée au jurisconsulte André Tiraqueau et elle est publiée dans la prestigieuse collection du Recueil Sirey.  Il est chargé de cours à la Faculté de droit de l'Université de Rennes dès 1938 et est reçu à l'agrégation en 1941. Il est alors professeur titulaire de droit romain dans la faculté de Rennes en 1944 et ce jusqu'à sa retraite en 1979. En 1945, de son mariage naît Arnauld Brejon de Lavergnée, historien de l'art et membre de l'Académie des Beaux-Arts. 
Il préside la Société d'histoire et d'archéologie de Bretagne de 1965 à 1975.  Puis il collabore aux Annales de Normandie entre 1977 et 1989.
Bien qu'il réside en Bretagne, il demeure attaché à la Saintonge et retourne dans sa propriété familiale à Port-d'Envaux en été, il est membre de l'Académie de Saintonge de 1972 à 1993.
Il est inhumé au Minihic-sur-Rance. 

## Publications
- Fraus Legis. Rennes, 1941
- Droit privé au XVIe siècle d'après les registres de la communauté de ville de Rennes, 1976.
- Le Serment de fidélité des Clercs au roi de France pour le temporel relevant de la couronne, 1979.

## Décorations
- Chevalier de la Légion d'honneur
- Officier de l'ordre national du Mérite
- Commandeur des Palmes académiques

## Sources
- André Chédeville, "Jacques Brejon de Lavergnée", in Société d'histoire et d'archéologie de Bretagne, 1993, pp. 501-502
- François Julien-Labruyère, Dictionnaire biographique des Charentais et de ceux qui ont illustré les Charentes, Croît vif, 2005